# Indonesia International 2018
Die Indonesia International 2018 im Badminton fanden vom 23. bis zum 28. Oktober 2018 in Surabaya statt.

## Sieger und Platzierte
| Disziplin    | Gold                                         | Silber                                | Bronze                                             |
| ------------ | -------------------------------------------- | ------------------------------------- | -------------------------------------------------- |
| Herreneinzel | Chico Aura Dwi Wardoyo                       | Sony Dwi Kuncoro                      | Shesar Hiren Rhustavito                            |
| Herreneinzel | Chico Aura Dwi Wardoyo                       | Sony Dwi Kuncoro                      | Yeoh Seng Zoe                                      |
| Dameneinzel  | Shiori Saito                                 | An Se-young                           | Kie Nakanishi                                      |
| Dameneinzel  | Shiori Saito                                 | An Se-young                           | Mako Urushizaki                                    |
| Herrendoppel | Sabar Karyaman Gutama Frengky Wijaya Putra   | Muhammad Shohibul Fikri Bagas Maulana | Kim Jae-hwan Park Kyung-hoon                       |
| Herrendoppel | Sabar Karyaman Gutama Frengky Wijaya Putra   | Muhammad Shohibul Fikri Bagas Maulana | Kenas Adi Haryanto Agripina Prima Rahmanto         |
| Damendoppel  | Tania Oktaviani Kusumah Vania Arianti Sukoco | Miki Kashihara Miyuki Kato            | Nurul Farisha Abd Malek Noor Hazwani Hazair        |
| Damendoppel  | Tania Oktaviani Kusumah Vania Arianti Sukoco | Miki Kashihara Miyuki Kato            | Ruethaichanok Laisuan Supamart Mingchua            |
| Mixed        | Kohei Gondo Ayane Kurihara                   | Adnan Maulana Shella Devi Aulia       | Tedi Supriadi Keshya Nurvita Hanadia               |
| Mixed        | Kohei Gondo Ayane Kurihara                   | Adnan Maulana Shella Devi Aulia       | Yeremia Erich Yoche Yacob Pitha Haningtyas Mentari |